# ポーランド・ソビエト・リガ平和条約

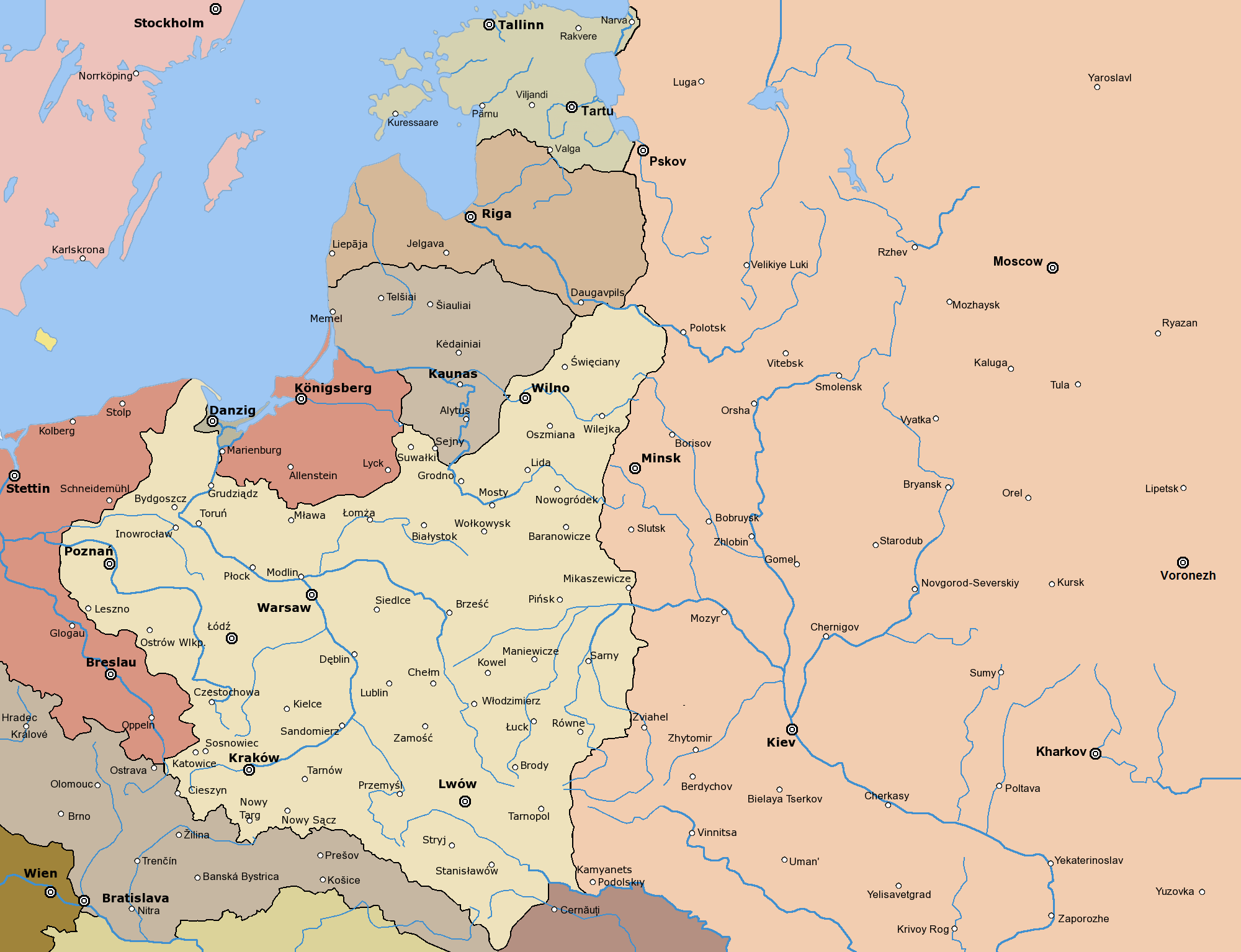
ポーランド・ソビエト・リガ平和条約後の中央・東ヨーロッパ

ポーランド・ソビエト・リガ平和条約（ポーランド・ソビエト・リガへいわじょうやく、ポーランド語: Traktat ryski; ロシア語: Рижский мирный договор; ウクライナ語: Ризький мир）は、1921年3月18日、リガにおいて、一方をポーランド共和国とし、他方をロシア・ソビエト連邦社会主義共和国とウクライナ・ソビエト社会主義共和国として結ばれた講和条約である。
この条約により、ポーランド・ソビエト戦争は終結した。リガ平和条約（Peace of Riga）ともいわれる。

## 背景
ロシア内戦が生じている際、ポーランド国民は歴史的に敵対していたロシアから、ポーランド・リトアニア共和国の領土全てを奪回したいと考えていた。当時ソビエトは自国の革命を必要なら武力を使用してでも、西ヨーロッパに輸出しようとしていた。仮に、ボリシェヴィキがポーランドを占拠した場合、彼らはドイツの共産主義者の助けを借りて、ドイツでのソビエト革命の成功を確実にすると考えられていた。
歴史家のJ.F.C.フラーは、最も重要な戦いの1つとしてワルシャワの戦いを記載している。この戦闘により、ポーランドは敵を打ち負かし大勝利を収め、ソビエトは平和条約のための交渉を始めた。

## 条約
条約の会談は1920年8月17日に開始された。ポーランドの反撃が迫るミンスクで、そして9月21日、リガに移動して再開された。リガで、ソビエトは2つの提案を9月21日、28日に行った。ポーランドの代表は10月2日に逆提案を行った。5日にソビエトはポーランドの提案の修正版を提案し、ポーランドはそれを受け入れ、10月12日に停戦が調印された。そして、10月18日に効力を発した。
主な交渉は、ポーランドのヤン・ドンプスキとソビエトのアドリフ・ヨッフェによって行われた。
この条約は、その当初から議論を呼んでいた。
ポーランド・ボリシェヴィキ戦争の間にポーランドが獲得したもののほとんどが、近視的で偏狭な人が平和の交渉と呼ぶものにより失われたと多数の人が主張した。彼らはポーランドの独立性をもたらしたものが欠けていた。それは、ユゼフ・ピウスツキによる、将来の予言と戦士の心と体を持った完全性の理解の組み合わせである。
リガの条約の交渉中1921年までは、ピウスツキは国家元首としてではなく、オブザーバーとして参加していた。その条約の交渉は、「卑怯な行動」と彼は述べていた。軍の敗北により、ボリシェヴィキは、ポーランドに和平の代表団に、論争となっている国境線の地域における領土の譲歩を提案した。しかし、ポーランド側で見ていた多数の傍観者は、ポーランドが勝利せず敗北したかの様に、リガの交渉が行われていると考えていた。
実際、セイムの6人から構成されている特別議会の代表は、ソビエトの大きな譲歩を受け入れるかの投票を行った。その譲歩は、ミンスクを国境のポーランド側に残すと言うものであった。国家主義者スタニスワフ・グラプスキの圧力により、100 kmの追加の領土は否決された。国家主義者は、その国境内に1/3の少数民族しか存在しない統一ポーランド州と、ポーランド人の移民の試みの成功による特権を想像していた。そのため、この否決は国家主義戦略の勝利であり、ピウスツキの連邦制を完全に打破したことによる勝利であった。しかし、大衆の意見は、戦争の終結を要求しており、ポーランド人は、両陣営とも、国際連盟からの圧力を受けていた。
一方、平和条約の交渉はソビエトが調印に躊躇したことにより、数か月延期された。しかし、ソビエトは、国内の不安定な状態に直面した。2月23日から3月17日まで、クロンシュタットの水兵の反乱に直面した。これは衝撃を与えた。農民がソビエトの権力に対して蜂起したのだった。農民は、軍隊を食べさせるための穀物を所有しており、消費者のいる地域を望んでいた。この様な状況から、レーニンは平和条約の締結のため、ソビエトの全権を委任した。

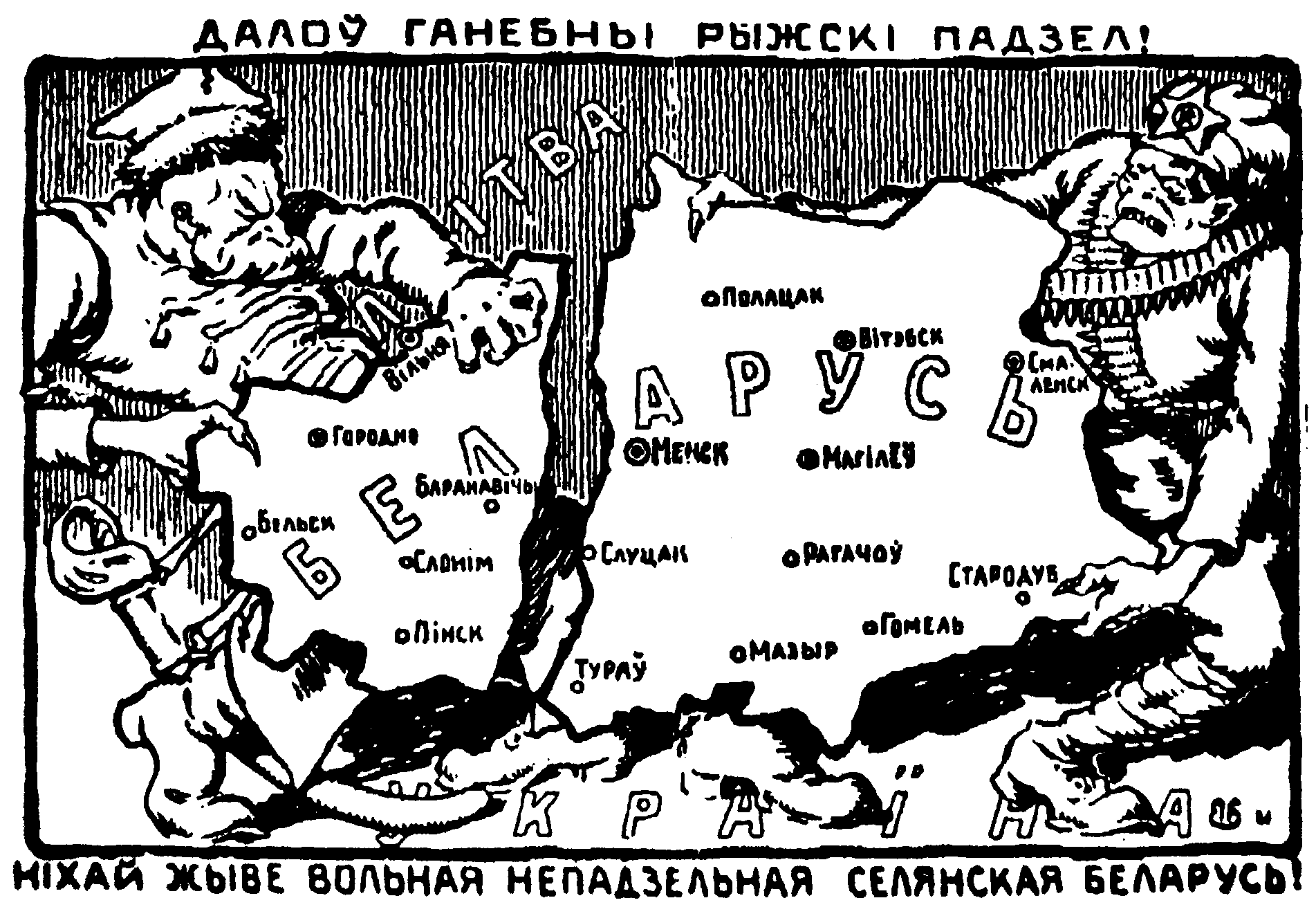
ポーランドとソヴィエトによるベラルーシ分割を批判するプロパガンダポスター。分割する二国の足元ではウクライナが踏みつけられている。

結局、両陣営とも1921年3月18日にリガ平和条約の調印を決定した。その条約では、ポーランドとロシアの間で、ベラルーシとウクライナで紛争中の領土を分割した。
シモン・ペトリューラに率いられたウクライナはポーランドと協力して戦っていた。しかし、リガ条約では、ポーランドは彼らをだました―ポーランドとウクライナ両陣営の危機になるものだった。ピウスツキは、この条約は恥知らずなもので、近視的な政治的計算によるものであると感じていた。
伝えられるところでは、彼は部屋をでて、リガ会議の結果を待っているウクライナ人に話しかけた。「みなさん、私はあなたたちに詫びないといけない。」条約はウクライナとのポーランドの同盟に反するものであった。その同盟は、それぞれが和平を個別に結ぶことを禁止していた。これは、ポーランドとウクライナの少数派との関係を悪化させた。このウクライナの少数派はウクライナが同盟国ポーランドにだまされ、ソビエトのプロパガンダと1930年代と1940年代におけるヴォルィーニにおけるウクライナ人の虐殺の結果によって、利用されたと感じていた。1921年の終わりまで、ウクライナ人とベラルーシ人とロシア白軍の多数の戦力は、ポーランド国境を越え、降伏するか、ソビエト軍により全滅させられた。
しかし、ユゼフ・ピウスツキの夢である、東欧の独立諸国によるミェンズィモジェ構想は、この条約により挫折した。なぜなら、ポーランドは、ウクライナとの同盟による責任とその独立の支援を満たすことができず、リトアニア人が自分たちの国家の首都であると主張しているヴィリニュスのポーランドへの併合の結果、ポーランドとリトアニアの関係は同様に悪化したためである。

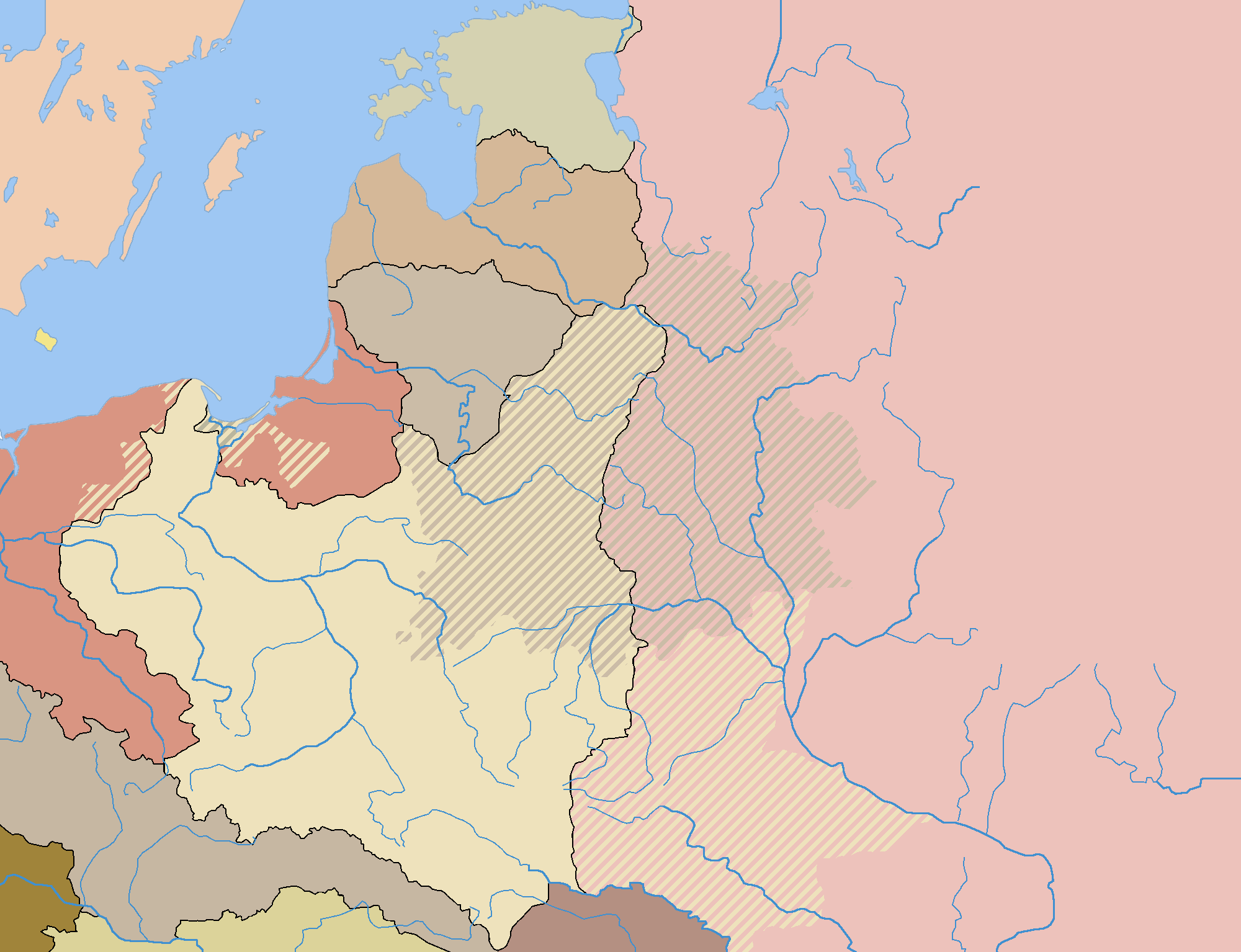
リガ平和条約後のポーランドの国境と、ポーランド分割前のポーランド・リトアニア連合の国境

レーニンも平和条約は不十分であると考えていた。彼は、革命を西へ拡大させるという構想を一時的にあきらめることにした。

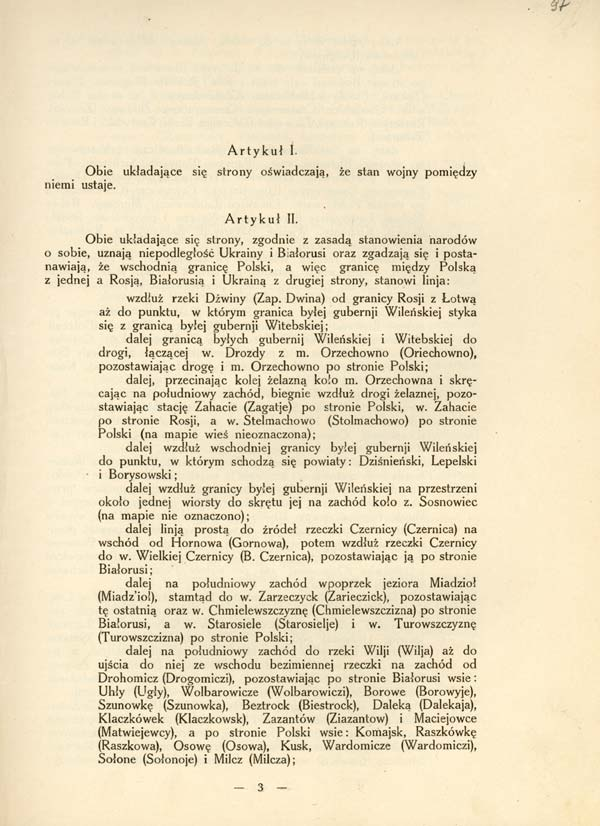
条約の2ページ目。ポーランド語版

一方、リガ平和条約はポーランドの東部国境を安定させた。新しいポーランドの州は、ポーランド・リトアニア連合が第一次、第二次ポーランド分割でロシアに奪われたほとんどの土地であった。そこには、特にスルーツクとジトーミルの近辺には、ポーランドの少数民族（100万以下）が住んでいた。これは、ソビエトにこれらのポーランド人に対する報復を引き起こした。―これは、莫大な資産（土地や森林）の没収、宗教的迫害（1923年のヤン・チェプラク司教逮捕）、そして、1931年から1934年にカザフスタンへのポーランド人の全ての人員の強制移住を引き起こした。リガ条約の国境におけるポーランド側に住んでいるポーランド人を含む人々とウクライナ人と、ベラルーシ人、リトアニア人、ユダヤ人等の少数民族（約600万人の人口）は、1938年までの17年間、共産主義者の独裁者から解放され、資産の自由や宗教の自由が許された。しかし、これは、民族差別から、特に1929年からの世界恐慌において、彼らを保護することではなかった、
ポーランドは、ポーランド分割期間の帝政ロシアへの経済投資に対する賠償金として3000万ルーブルを受け取った。ロシアは1772年に略奪した、ザウスキ図書館のような絵画や他のポーランドの国有財産を返還した。両陣営は戦争自体の賠償請求を放棄することを宣言した。